# Ника
 Тази статия е за бунта от 6 век.  За руските кинонагради вижте Ника (награда).  
Ника (на гръцки: Νίκα) са градски безредици през 532 година в Константинопол, столицата на Византийската империя, довели до масово насилие и значителни разрушения. Името идва от паролата „Ника“ („побеждавай“), която метежниците давали помежду си.
Бунтовете започват, след като през 531 г. няколко души са арестувани за убийство при сблъсъци между привържениците на Сините и Зелените след надбягвания с колесници на константинополския Хиподрум. Арестуваните е трябвало да бъдат обесени и повечето от тях са екзекутирани, но на 10 януари 532 г. двама от тях, Син и Зелен, успяват да избягат и се укриват в една църква, обградени от подкрепяща ги тълпа. Император Юстиниан I се съгласява на отстъпки и заменя смъртната присъда със затвор, но тълпата настоява за пълно помилване.
На 13 януари на Хиподрума се провеждат надбягвания в присъствието на императора, към края на които обединените привърженици на зелените и сините нападат намиращия се в съседство императорски дворец с викове „Ника!“ (Nίκα, „Победа!“). Тълпите обсаждат двореца в продължение на няколко дни, а започналият пожар разрушава патриаршеската катедрала „Света София“ и църквата „Света Ирина“. Според описанието на Прокопий:
| „                                                | Храмът Св. София, Зевскиповите бани и императорският дворец от Пропилеите до т.н. дом на Арес изгоряха и бяха унищожени. Освен това пострадаха двата портика, които стигат до площада, носещ името на Константин, много къщи на богати хора и големи богатства. | “ |
| Прокопий Кесарийски. „За войните“. Кн. I. гл. 24 | |   |

Някои сенатори подкрепят бунтовете, обявявайки се за намаляване на данъците и уволнение на високопоставени служители като префекта Йоан Кападокийски и квестора Трибониан. На петия ден от бунта те обявяват за император Ипатий, племенник на бившия император Анастасий I.
Според Прокопий Кесарийски, Юстиниан обмисля възможността да напусне града, но е разубеден от съпругата си Теодора. На 18 януари властта успява да овладее града с помощта на редовна войска, водена от пълководците Велизарий и Мунд. Много бунтовници са обкръжени в Хиподрума и избити, като според Прокопий жертвите достигат 30 хиляди души. Ипатий е убит, а негово имущество и това на сенаторите, подкрепили бунта, е иззето.